# Luzonstrædet
21°N 121°Ø / 21°N 121°Ø
Luzonstrædet (engelsk: Luzon Strait og filippinsk: Kipot ng Lukon) er et stræde mellem Taiwan og Luzon-øen der tilhører Filippinerne. Strædet forbinder dermed det Filippinske Hav med det Sydkinesiske Hav i det vestlige Stillehav.
Strædet er ca. 250 km bredt og indeholder en række øer som kan grupperes i to grupper: Batanes-øerne i Batanes provinsen og Babuyan-øerne i Cagayan provinsen, begge øgrupper tilhører Filippinerne.
Strædet er inddelt i flere render. Babuyan rende adskiller Luzon fra the Babuyan-øerne, som er adskilt fra Batanes-øerne af Balintang rende. Batanes er adskilt fra Taiwan af Bashi rende.
Det er et vigtigt stræde for shipping og kommunikation. Mange skibe benytter ruten til vigtige østasiatiske havne. Mange søkabler fører gennem Luzonstrædet. Disse kabler overfører data og telefoni mellem Kina, Hongkong, Taiwan, Japan og Sydkorea. 

## Historie
Luzonstrædet udgjorde en del af den japanske invasionsrute i december 1941. 8. december (samme dag som Angrebet på Pearl Harbor), gik de i land på Batanes. 10. december besatte de Camiguin-øen som er en del af Babuyan-øerne.